# Корте-Капітанале
35°53′06″ пн. ш. 14°24′15″ сх. д. / 35.884947222222° пн. ш. 14.404138888889° сх. д.
Корте-Капітанале (Corte Capitanale) — колишня будівля суду в Мдіні, Мальта, яка зараз служить мерією. Збудована у стилі бароко між 1726 і 1728 роками за проектом французького архітектора Шарля Франсуа де Мондіона. Будівля пов'язана з Палаццо-Вільена, але має власний вхід і фасад.

## Історія
Корте-Капітанале був побудований між 1726 і 1728 роками разом з рештою Palazzo Vilhena, офіційної резиденції великого магістра в Мдіні. Будівля в основному була судом, але вона також служила резиденцією Капітано делла Верга.

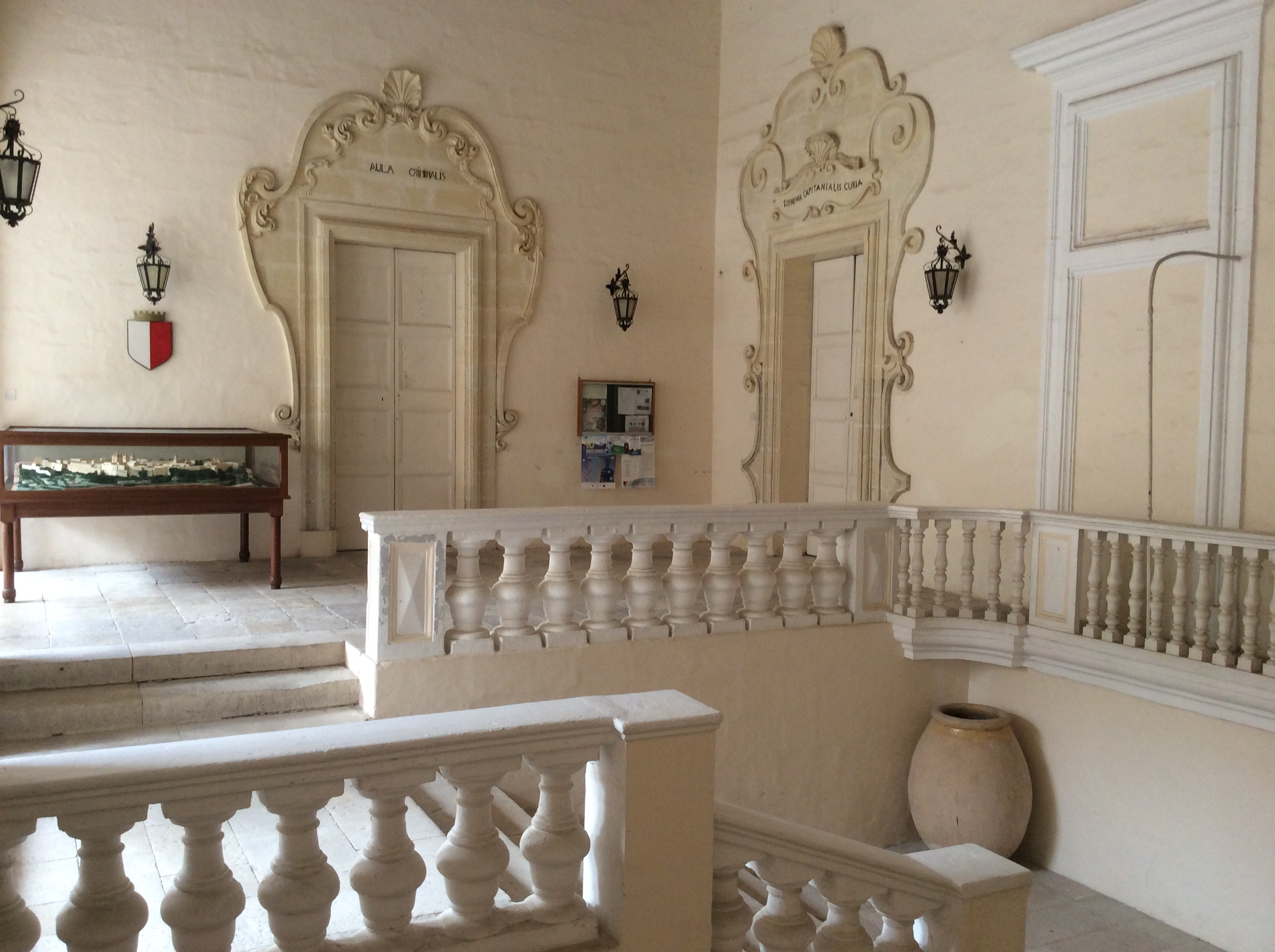
Сходи з дверима судових залів

Його зв'язок із палацом був символічним жестом, щоб декларувати той факт, що суди були під юрисдикцією Ордену Святого Іоанна. Будівля суду також була з'єднана з єпископським палацом через нині заблокований підземний хід, що вказує на роль Церкви в судах.
Під час французької окупації Мальти мальтійські повстанці звинуватили мальтійського лікаря в шпигунстві на користь французів. Попри те, що суд не визнав його винним, мальтійці вимагав винести йому смертний вирок. Хоча суддя відхилив їхню вимогу, мальтійці вбили його, щойно він вийшов з будівлі.
У 1813 році цивільний комісар Александр Болл скасував і передав судову владу Корте-Капітанале Мдіни до Кастелланії у Валлетті.
Сьогодні Корте-Капітанале мерія Мдіни, де засідає місцева рада міста. Рада вважає будівлю неадекватною, і у 2012 році подала запит на перенесення її приміщень. Він не завжди відкритий для публіки, але головний зал час від часу відкривається з тимчасовими історичними чи культурними виставками.
Будівля була включена до Списку старожитностей 1925 року Зараз це національна пам'ятка 1-го ступеня і внесено до Національного переліку культурних цінностей Мальтійських островів.

## Архітектура

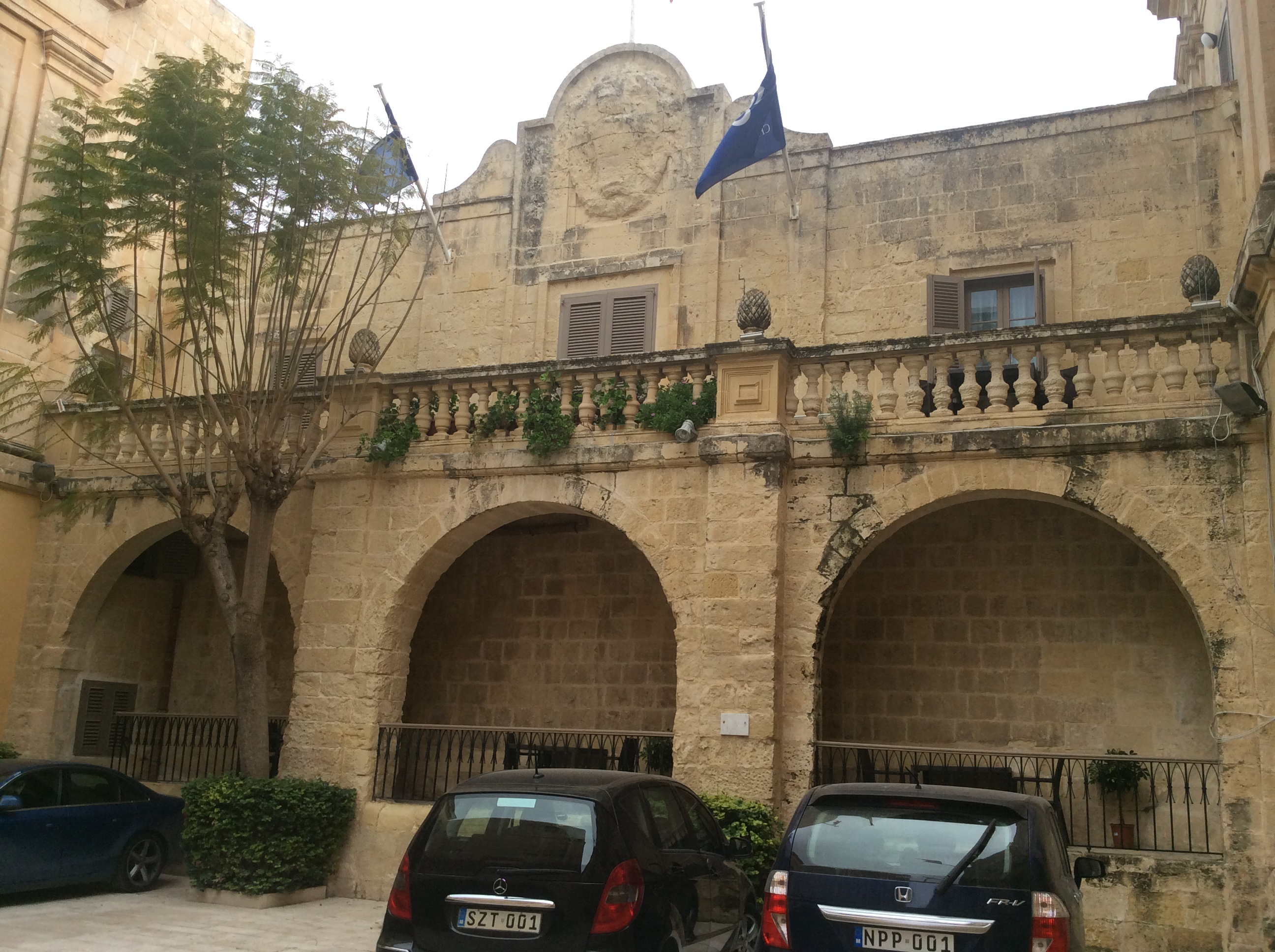
Лоджія Геральда

Корте-Капітанале побудований у стилі французького бароко. Фасад прикрашений накладними тосканськими та коринфськими пілястрами, а також карнизом уздовж рівня даху. Над парадним дверима розташований балкон, прикрашений алегоричними статуями Справедливості та Милосердя. Під центральною частиною фасаду зроблено напис Legibus et Armis.
Будівля суду містить кілька тюремних камер і підземель, які були побудовані в 16 столітті. Будівля також пов'язана з лоджією, відомою як Лоджія Оповісника, з якої міські глашатаї оголошували людям укази. Лоджія також передувала будівлі суду, і вважається, що вона відноситься до 17 століття.